# Ліричний марш
«Ліричний марш» (інша назва: «Кавказький ландшафт») — радянський художній фільм 1980 року, знятий режисерами Агасієм Айвазяном і Левоном Ісаакяном на кіностудії «Вірменфільм».

## Сюжет
Тривожний вісімнадцятий рік — перший рік громадянської війни на Кавказі. Вчителька Мар'ямік, дізнавшись, що її чоловіка заарештовано і відправлено до в'язниці, вирішує врятувати Арсена. Разом зі своєю тіткою Анаїт вона вирушає на пошуки чоловіка. Ця важка дорога стане для Мар'ямік шляхом прозріння. Знайшовши нарешті чоловіка і дізнавшись, що його арешт не пов'язаний із політикою, вона, отримавши можливість забрати з в'язниці одну людину, рятує не Арсена, а засудженого до смерті Савелія.

## У ролях
- Саті Співакова — Маріам
- Лія Еліава — Анаїт Георгіївна (дублювала І. Губанова)
- Володимир Кочарян — Осік Осипов (дублював О. Золотницький)
- Корюн Григорян — Арсен Бейбутов (дублював С. Мартинов)
- Карлос Мартіросян — Піліпос (дублював О. Бєлявський)
- Анаїт Топчян — Аліса (дублювала О. Григор'єва)
- Леонард Саркісов — Костя (дублював П. Винник)
- Михайло Широков — Савелій (дублював С. Захаров)
- Размік Ароян — Давид дублював В. Грачов)
- Рудольф Гевондян — Набі (дублював Р. Панков)
- Євген Лебедєв — Шпалов
- Маїс Саркісян — епізод
- Азат Гаспарян — епізод
- Віген Степанян — епізод
- Ігор Нагавкін — епізод
- Карен Джангірян — епізод
- Геворг Асланян — епізод
- Едуард Гаспарян — епізод

## Знімальна група
- Режисери — Агасій Айвазян, Левон Ісаакян
- Сценарист — Агасій Айвазян
- Оператор — Гагік Авакян
- Композитор — Тигран Мансурян
- Художник — Григорій Торосян